# Воздвиженка (Покровський район)
Воздви́женка — село Гродівської селищної громади Покровського району Донецької області, Україна.

## Загальні відомості
Відстань до райцентру становить близько 29 км і проходить автошляхом Н32. Селом протікає притока Кривого Торця річка Клебан-Бик.
Землі села межують із територією с. Водяне Друге Костянтинівського району Донецької області.

## Населення
За даними перепису 2001 року населення села становило 381 осіб, із них 84,78 % зазначили рідною мову українську та 15,22 % — російську.